# Emomalí Rahmon
Emomalí Rahmon (en tadjik: Эмомалӣ Раҳмон) (Kulob (Tadjikistan), 5 d'octubre de 1952) és un polític tadjik que és el President de Tadjikistan des del 1992. Els primers anys del seu mandat va fer front a la Guerra Civil del Tadjikistan, en la que van morir més de 100.000 persones. Rahmon és considerat un dictador, i ha estat acusat de corrupció i de greus abusos contra els drets humans.